# Porfiry Chanchibadze
Porfiry Chanchibadze (tiếng Gruzia: პორფილე ჩანჩიბაძე; 13 tháng 12 năm 1901 - 14 tháng 3 năm 1950) hay Porfiry Georgyevich Chanchibadze (tiếng Nga: Порфи́рий Гео́ргиевич Чанчиба́дзе) là một Thượng tướng quân đội Liên Xô và Anh hùng Liên Xô, người gốc Gruzia.

## Tiểu sử
Chanchibadze sinh ra ở Ozurgeti, Gruzia ngày nay. Ông đã tham gia Nội chiến Nga.
Khi Chiến tranh Vệ quốc vĩ đại bùng nổ, ông là tư lệnh Sư đoàn súng trường cận vệ 120 ở Viễn Đông, được điều động vào tháng 7 năm 1941 cho Mặt trận phía Tây. Vào tháng 7 năm 1941, ông được bổ nhiệm làm tư lệnh Sư đoàn Súng trường Cơ giới 107, thuộc Tập đoàn quân 30. Đơn vị của ông đã chiến đấu trong Trận Smolensk bảo vệ thành phố vào tháng 10 năm 1941, và từ tháng 12 năm 1941 đã tiến hành một cuộc phản công trong Trận Moskva. Nhờ hoàn thành xuất sắc các nhiệm vụ chỉ huy phức tạp, đồng thời thể hiện lòng dũng cảm và chủ nghĩa anh hùng, sư đoàn được đổi tên thành Súng trường cơ giới cận vệ 2 (ngày 12 tháng 1 năm 1942). Sau đó, sư đoàn tham gia các chiến dịch tấn công Rzhev–Vyazma và Rzhev-Sychevka. Ngày 23 tháng 10 năm 1942, Sư đoàn súng trường cơ giới cận vệ 2 được đổi tên thành Sư đoàn súng trường cận vệ 49 và được chỉ định tái trang bị.
Tháng 11 năm 1942, Chanchibadze được bổ nhiệm làm Tư lệnh Quân đoàn cận vệ 13. Quân đoàn đã tham gia các chiến dịch ở Stalingrad, Rostov, Mius, Donbass, Melitopol và Chiến dịch Krym (1944). Ông được thăng quân hàm Thiếu tướng vào tháng 5 năm 1942 và lên Trung tướng vào tháng 9 năm 1943.
Vào ngày 4 tháng 6 năm 1944, Chanchibadze trở thành chỉ huy của Tập đoàn quân cận vệ 2 và chỉ huy đơn vị trong các chiến dịch tấn công Siauliai, Memel và Đông Phổ. Ông chỉ huy quân đội trong Chiến dịch Königsberg.
Theo sắc lệnh của Đoàn Chủ tịch Xô Viết Tối cao Liên Xô ngày 19 tháng 4 năm 1945, Trung tướng Chanchibadze được phong tặng danh hiệu Anh hùng Liên Xô vì đã điều hành khéo léo đơn vị của mình trong trận đánh bại Armee-Abteilung Samland (1945).
Ngày 24/6/1945, Trung tướng P.G. Chanchibadze đã tham gia Lễ diễu hành Chiến thắng ở Moscow.
Sau khi Tập đoàn quân cận vệ 2 bị giải thể vào tháng 9 năm 1945, Đại tướng P.G. Chanchibadze thuộc quyền quản lý của Ban Cán sự chính của NKO Liên Xô. Tháng 3 năm 1946, ông là Tư lệnh Quân đoàn Súng trường 11. Năm 1948, ông tốt nghiệp Học viện Quân sự của Bộ Tổng Tham mưu Các Lực lượng Vũ trang Nga và trở thành chỉ huy của Quân đoàn Súng trường Cận vệ 13 ở Quân khu Gorky vào tháng 6 năm 1948.
Porfiry Georgievich Chanchibadze qua đời vào ngày 14 tháng 3 năm 1950. Ông được chôn cất tại Moskva trong khu 4 của nghĩa trang Novodevichy.